# Jesper Hansen
Jesper Hansen (Slangerup, 31 marzo 1985) è un calciatore danese, portiere dell'Aarhus.

## Palmarès

### Club
- Campionato danese: 1

Midtjylland: 2017-2018
- Coppa di Danimarca: 1

Midtjylland: 2018-2019